# شوالیه‌های نکسو
نکسو شوالیه یک مجموعه تلویزیونی انیمیشن سه بعدی دانمارکی-کانادایی برای کارتون نت ورک است که برای اولین بار در سال ۲۰۱۵ به طور همزمان به عنوان یک تم لگو به همین نام تولید شد. مجموعاً در چهار فصل و ۴۰ قسمت تولید شد. پخش فصل چهارم این سریال در سال ۲۰۱۷ پایان یافت.

## خلاصه داستان
در دنیای قرون وسطایی و در عین حال آینده نگرانه ، کلی ، آرون ، لنس ، شاهزاده مایکل و اکسل پنج شوالیه جوان هستند که از پادشاهی نایتون و پایتخت آن نایتونیا در برابر جسترو ، کتاب هیولا و ارتش خود از هیولاهای لاوا محافظت می کنند. آنها همچنین از کمک خانواده سلطنتی نایتونیا ، جادوگر دیجیتالی مرلوک ، رابین آندروود و آوا پرنتیس بهره می گیرند.
این سریال در نهایت لغو شد ،  و در سال 2018،LEGO با اعلام رسمی سریال و موضوع را متوقف کرد.

## قسمتها
List of Nexo Knights episodesList of Nexo Knights episodes

## شوالیه های NEXO: فیلم 4 بعدی
شوالیه های نکسو: فیلم 4 بعدی ، "کتاب خلاقیت" ،  در همه پارک های لگو لند در تابستان 2016 به نمایش درآمد. این یک خط داستانی اصلی و تولید پیشرفته به صورت سه بعدی و با جلوه های فیزیکی طراحی شده برای سالن های نمایش در پارک های لگو لند دارد. در این طرح شوالیه های نکسو هنگام نبرد با جسترو و کتاب هیولاها هنگام حمله به روستای بیلدبورگ درگیر شدند تا کتاب هیولاها بتواند کتاب خلاقیت را مصرف کند.

### کتابشناسی - فهرست کتب
- Lego Nexo Knights: با شوالیه ها ملاقات کنید . نویسنده جولیا مارچ. منتشر شده توسط Dorling Kindersley ، 2016.شابک ‎۱−۴۶۵۴۴−۴۷۴−۲شابک 1-46544-474-2
- LEGO Nexo Knights: کتاب شوالیه ها . نویسنده جولیا مارچ. منتشر شده توسط Dorling Kindersley ، 2016.شابک ‎۰−۲۴۱۲۳−۲۳۴−۱شابک 0-24123-234-1
- LEGO Nexo Knights: کتاب هیولاها . نویسنده استودیو Ameet. منتشر شده توسط Scholastic ، 2016.شابک ‎۱−۳۳۸۰۳−۴۸۸-Xشابک 1-33803-488-X
- NEXO KNIGHTS ماجراجویی خود را بسازید . نویسنده سیمون هوگو. منتشر شده توسط Dorling Kindersley ، 2017.شابک ‎۱−۴۶۵۴۶−۰۸۷-Xشابک 1-46546-087-X
- دانشنامه شخصیت NEXO KNIGHTS . نویسنده Rona Skene. منتشر شده توسط Dorling Kindersley ، 2017.شابک ‎۱−۴۶۵۴۶−۳۲۵−۹شابک 1-46546-325-9
- LEGO Nexo Knights: # 2 جادوی فیلم . تالیف ربکا ال اشمیت. منتشر شده توسط Scholastic ، 2017.شابک ‎۱−۳۳۸۰۳−۸۰۲−۸شابک 1-33803-802-8
- راهنمای رسمی World of NEXO Knights . منتشر شده توسط Scholastic ، 2017.شابک ‎۱−۳۳۸۱۸−۹۹۱−۳شابک 1-33818-991-3
- Lego Nexo Knights: Stone Monster Attack! + کوچک سازی . منتشر شده توسط Scholastic ، 2017.شابک ‎۱−۳۳۸۰۵−۵۶۰−۷شابک 1-33805-560-7
- آکادمی LEGO Nexo Knights : قدرت ممنوع . منتشر شده توسط Scholastic ، 2017.شابک ‎۱−۷۴۳۸۱−۸۱۸−۱شابک 1-74381-818-1
- کتاب رنگ آمیزی Lego Nexo Knights : کتاب رنگ آمیزی برای کودکان و بزرگسالان ، کتاب فعالیت با صفحات رنگ آمیزی سرگرم کننده ، آسان و آرامش بخش . تالیف الکسا ایوازوا. منتشر شده توسط بستر انتشارات مستقل Createspace ، 2018.شابک ‎۱−۷۲۹۸۰−۷۸۳−۶شابک 1-72980-783-6